# Chorizandra
Chorizandra es un género de plantas herbáceas de la familia de las ciperáceas.  Comprende 6 especies descritas y de estas, solo 5 aceptadas.

## Taxonomía
El género fue descrito por Robert Brown y publicado en Prodromus Florae Novae Hollandiae 221. 1810. La especie tipo es: Chorizandra sphaerocephala R.Br.

## Especies aceptadas
A continuación se brinda un listado de las especies del género Chorizandra aceptadas hasta julio de 2011, ordenadas alfabéticamente. Para cada una se indica el nombre binomial seguido del autor, abreviado según las convenciones y usos.
- Chorizandra australis K.L.Wilson
- Chorizandra cymbaria R.Br.
- Chorizandra enodis Nees in J.G.C.Lehmann
- Chorizandra multiarticulata Nees
- Chorizandra sphaerocephala R.Br.